# 최후의 유혹
《최후의 유혹》(그리스어: Ο τελευταίος πειρασμός, 영어: The Last Temptation of Christ)은 1953년에 처음 출판된 니코스 카잔차키스의 소설이다. 1960년에는 영어판으로 처음 출판되었다. 작가의 관점에서 예수 그리스도의 삶을 기술하고 있다. 이 소설은 주관적인 문제로 말미암아 상당한 논의의 주제가 되어왔으며, 주기적으로 금서 목록에 오르기도 한다. 예수를 사람으로 그려내고 있다. 한국어판의 경우 안정효가 번역하였다.

## 영화화
1988년에 마틴 스코세이지 감독은 이 소설을 영화로 만들어 출시하였다. 예수로는 윌럼 더포가, 이스가룟 유다로는 하비 카이텔가 주연으로 출연하였다.

## 대중 문화
어덜트 스윔 시리즈 Moral Orel의 두 번째 에피소드에서, 이 책은 도서관 검열 직원이 마지막 유혹의 사본을 횃불로 이용하기 위해 불태워버린 수많은 책들 가운데 하나이다. 이는 소피가 이 영화판을 옹호하는 그의 할아버지를 회상할 때 다빈치 코드에서 논의된다.